# Olympische Sommerspiele 1992/Teilnehmer (Schweden)
| Gelbes Symbol für Goldmedaillen mit stilisierten Olympischen Ringen | Graues Symbol für Silbermedaillen mit stilisierten Olympischen Ringen | Braundes Symbol für Bronzemedaillen mit stilisierten Olympischen Ringen |
| ------------------------------------------------------------------- | --------------------------------------------------------------------- | ----------------------------------------------------------------------- |
| 1                                                                   | 7                                                                     | 4                                                                       |

Schweden nahm an den Olympischen Sommerspielen 1992 in Barcelona mit einer Delegation von 187 Athleten teil, darunter 143 Männer und 44 Frauen.

## Flaggenträger
Der Tennisspieler Stefan Edberg trug die Flagge Schwedens während der Eröffnungsfeier im Olympiastadion.

## Medaillengewinner

### Gold
| Name            | Sportart    | Wettkampf      |
| --------------- | ----------- | -------------- |
| Jan-Ove Waldner | Tischtennis | Männer, Einzel |

### Silber
| Name | Sportart       | Wettkampf                                      |
| --- | -------------- | ---------------------------------------------- |
| Magnus Andersson, Robert Andersson, Anders Bäckegren, Per Carlén, Magnus Cato, Erik Hajas, Robert Hedin, Patrik Liljestrand, Ola Lindgren, Mats Olsson, Staffan Olsson, Axel Sjöblad, Tommy Suoraniemi, Tomas Svensson, Pierre Thorsson und Magnus Wislander | Handball       | Männerturnier                                  |
| Gunnar Olsson & Karl Sundqvist | Kanu           | Männer, Kajak-Zweier, 1000 Meter               |
| Agneta Andersson & Susanne Gunnarsson-Wiberg | Kanu           | Frauen, Kajak-Zweier, 500 Meter                |
| Patrik Sjöberg | Leichtathletik | Männer, Hochsprung                             |
| Tomas Johansson | Ringen         | Männer, Superschwergewicht, griechisch-römisch |
| Anders Holmertz | Schwimmen      | Männer, 200 Meter Freistil                     |
| Lars Frölander, Anders Holmertz, Christer Wallin & Tommy Werner | Schwimmen      | Männer, 4 × 200 Meter Freistil                 |

### Bronze
| Name                                                              | Sportart  | Wettkampf                                 |
| ----------------------------------------------------------------- | --------- | ----------------------------------------- |
| Agneta Andersson, Maria Haglund, Anna Olsson & Susanne Rosenqvist | Kanu      | Frauen, Kajak-Vierer, 500 Meter           |
| Torbjörn Kornbakk                                                 | Ringen    | Männer, Weltergewicht, griechisch-römisch |
| Ragnar Skanåker                                                   | Schießen  | Männer, Freie Pistole, 50 Meter           |
| Anders Holmertz                                                   | Schwimmen | Männer, 400 Meter Freistil                |

## Teilnehmer nach Sportarten

### Badminton
- Jan-Eric Antonsson
Männer, Doppel: 1. Runde

- Peter Axelsson
Männer, Einzel: 2. Runde
Männer, Doppel: 1. Runde

- Catrine Bengtsson
Frauen, Einzel: 2. Runde
Frauen, Doppel: Viertelfinale

- Maria Bengtsson
Frauen, Doppel: Viertelfinale

- Pär-Gunnar Jönsson
Männer, Doppel: 1. Runde

- Christine Magnusson
Frauen, Einzel: 2. Runde

- Jens Olsson
Männer, Einzel: 2. Runde

- Stellan Österberg
Männer, Doppel: 1. Runde

### Bogenschießen
- Lise-Lotte Djerf
Frauen, Einzel: 28. Platz
Frauen, Mannschaft: 5. Platz

- Kristina Persson
Frauen, Einzel: 34. Platz
Frauen, Mannschaft: 5. Platz

- Jenny Sjöwall
Frauen, Einzel: 18. Platz
Frauen, Mannschaft: 5. Platz

### Boxen
- Sören Antman
Männer, Weltergewicht: Viertelfinale

- John Pettersson
Männer, Schwergewicht: 1. Runde

- Wasesa Sabuni
Männer, Federgewicht: 1. Runde

### Fechten
- Mats Ahlgren
Männer, Degen, Mannschaft: 8. Platz

- Jerri Bergström
Männer, Degen, Mannschaft: 8. Platz

- Ola Kajbjer
Männer, Florett, Einzel: 12. Platz

- Thomas Lundblad
Männer, Degen, Einzel: 28. Platz
Männer, Degen, Mannschaft: 8. Platz

- Ulf Sandegren
Männer, Degen, Einzel: 46. Platz
Männer, Degen, Mannschaft: 8. Platz

- Péter Vánky
Männer, Degen, Einzel: 10. Platz
Männer, Degen, Mannschaft: 8. Platz

### Fußball
- Männerturnier
6. Platz (Viertelfinale)

- Kader
  - Tor

1 Jan Ekholm
12 Håkan Svensson (ohne Einsatz)
  - Abwehr

2 Magnus Johansson
3 Joachim Björklund
4 Filip Apelstav
7 Patrik Andersson (Kapitän)
14 Jörgen Moberg (ohne Einsatz)
15 Björn Lilius
16 Henrik Nilsson (ohne Einsatz)
  - Mittelfeld

5 Niclas Alexandersson
6 Håkan Mild
8 Stefan Landberg
9 Christer Fursth
13 Jesper Jansson
17 Anders Andersson (ohne Einsatz)
  - Stürmer

10 Jonny Rödlund
11 Tomas Brolin
18 Pascal Simpson
19 Niklas Gudmundsson
20 Jonas Axeldal
- Trainer
Nisse Andersson

### Gewichtheben
- Anders Bergström
Männer, Superschwergewicht: 13. Platz

- Mats Lindqvist
Männer, Mittelgewicht: 24. Platz

- Anders Lindsjö
Männer, II. Schwergewicht: DNF

- Rickard Nilsson
Männer, Superschwergewicht: 16. Platz

- Bijan Rezaei
Männer, I. Schwergewicht: 10. Platz

### Handball
- Männerturnier
Silber

- Kader
Magnus Andersson
Robert Andersson
Anders Bäckegren
Per Carlén
Magnus Cato
Erik Hajas
Robert Hedin
Patrik Liljestrand
Ola Lindgren
Mats Olsson
Staffan Olsson
Axel Sjöblad
Tommy Suoraniemi
Tomas Svensson
Pierre Thorsson
Magnus Wislander

### Judo
- Lars Adolfsson
Männer, Halbmittelgewicht: 5. Platz

- Anders Dahlin
Männer, Leichtgewicht: 34. Platz

- Jörgen Häggqvist
Männer, Halbleichtgewicht: 36. Platz

- Katarina Håkansson
Frauen, Halbschwergewicht: 7. Platz

- Ursula Myrén
Frauen, Leichtgewicht: 9. Platz

- Eva Wikström
Frauen, Halbleichtgewicht: 16. Platz

### Kanu
- Agneta Andersson
Frauen, Kajak-Zweier, 500 Meter: Silber 
Frauen, Kajak-Vierer, 500 Meter: Bronze

- Jonas Fager
Männer, Kajak-Vierer, 1000 Meter: 7. Platz

- Pablo Grate
Männer, Kajak-Vierer, 1000 Meter: 7. Platz

- Maria Haglund
Frauen, Kajak-Vierer, 500 Meter: Bronze

- Peter Liljedahl
Männer, Canadier-Einer, 500 Meter: Halbfinale
Männer, Canadier-Einer, 1000 Meter: Halbfinale

- Pär Lindén
Männer, Kajak-Einer, 1000 Meter: Hoffnungslauf

- Anders Ohlsén
Männer, Kajak-Vierer, 1000 Meter: 7. Platz

- Anna Olsson
Frauen, Kajak-Vierer, 500 Meter: Bronze

- Gunnar Olsson
Männer, Kajak-Zweier, 500 Meter: 5. Platz
Männer, Kajak-Zweier, 1000 Meter: Silber

- Hans Olsson
Männer, Kajak-Vierer, 1000 Meter: 7. Platz

- Susanne Rosenqvist
Frauen, Kajak-Vierer, 500 Meter: Bronze

- Karl Sundqvist
Männer, Kajak-Einer, 500 Meter: Halbfinale
Männer, Kajak-Zweier, 500 Meter: 5. Platz
Männer, Kajak-Zweier, 1000 Meter: Silber

- Susanne Wiberg-Gunnarsson
Frauen, Kajak-Einer, 500 Meter: 9. Platz
Frauen, Kajak-Zweier, 500 Meter: Silber

### Leichtathletik
- Maria Akraka
Frauen, 1500 Meter: Halbfinale

- Patrik Bodén
Männer, Speerwurf: 16. Platz in der Qualifikation

- Peter Borglund
Männer, Speerwurf: 22. Platz in der Qualifikation

- Jonny Danielson
Männer, 5000 Meter: Vorläufe

- Sten Ekberg
Männer, Zehnkampf: 9. Platz

- Torbjörn Eriksson
Männer, 200 Meter: Halbfinale

- Tore Gustafsson
Männer, Hammerwurf: 15. Platz in der Qualifikation

- Tord Henriksson
Männer, Dreisprung: 37. Platz in der Qualifikation

- Frida Johansson
Frauen, 400 Meter Hürden: Halbfinale

- Stefan Johansson
Männer, 20 Kilometer Gehen: 15. Platz
Männer, 50 Kilometer Gehen: 11. Platz

- Kent Larsson
Männer, Kugelstoßen: 18. Platz in der Qualifikation

- Sven Nylander
Männer, 400 Meter Hürden: Halbfinale

- Patrik Sjöberg
Männer, Hochsprung: Silber

- Madelein Svensson
Frauen, 10 Kilometer Gehen: 6. Platz

- Sören Tallhem
Männer, Kugelstoßen: 12. Platz

- Niklas Wallenlind
Männer, 400 Meter Hürden: 5. Platz

- Dag Wennlund
Männer, Speerwurf: 15. Platz in der Qualifikation

- Monica Westén
Frauen, 400 Meter Hürden: Vorläufe

- Peter Widén
Männer, Stabhochsprung: 21. Platz in der Qualifikation

### Moderner Fünfkampf
- Per-Olov Danielsson
Männer, Einzel: 40. Platz
Männer, Mannschaft: 8. Platz

- Håkan Norebrink
Männer, Einzel: 6. Platz
Männer, Mannschaft: 8. Platz

- Per Nyqvist
Männer, Einzel: 28. Platz
Männer, Mannschaft: 8. Platz

### Radsport
- Michael Andersson
Männer, Straßenrennen: 67. Platz
Männer, 100 Kilometer Mannschaftszeitfahren: DNF

- Johan Fagrell
Männer, 100 Kilometer Mannschaftszeitfahren: DNF

- Marie Höljer
Frauen, Straßenrennen: 9. Platz

- Björn Johansson
Männer, 100 Kilometer Mannschaftszeitfahren: DNF

- Jan Karlsson
Männer, 100 Kilometer Mannschaftszeitfahren: DNF

- Michel Lafis
Männer, Straßenrennen: 12. Platz

- Madeleine Lindberg
Frauen, Straßenrennen: 38. Platz

- Glenn Magnusson
Männer, Straßenrennen: 77. Platz

- Elisabeth Westman
Frauen, Straßenrennen: 27. Platz

### Reiten
- Ann Behrenfors
Dressur, Einzel: 20. Platz
Dressur, Mannschaft: 4. Platz

- Erik Duvander
Vielseitigkeitsreiten, Einzel: 57. Platz
Vielseitigkeitsreiten, Mannschaft: 11. Platz

- Peter Eriksson
Springen, Einzel: DNF
Springen, Mannschaft: 8. Platz

- Peder Fredricson
Vielseitigkeitsreiten, Einzel: 14. Platz
Vielseitigkeitsreiten, Mannschaft: 11. Platz

- Maria Gretzer
Springen, Einzel: 6. Platz
Springen, Mannschaft: 8. Platz

- Ulrika Hedin
Springen, Einzel: DNF
Springen, Mannschaft: 8. Platz

- Anna Hermann
Vielseitigkeitsreiten, Einzel: 43. Platz
Vielseitigkeitsreiten, Mannschaft: 11. Platz

- Henrik Lannér
Springen, Einzel: 66. Platz in der Qualifikation
Springen, Mannschaft: 8. Platz

- Staffan Lidbeck
Vielseitigkeitsreiten, Einzel: DNF
Vielseitigkeitsreiten, Mannschaft: 11. Platz

- Eva Karin Oscarsson-Göthberg
Dressur, Einzel: 35. Platz
Dressur, Mannschaft: 4. Platz

- Annica Westerberg
Dressur, Einzel: 24. Platz
Dressur, Mannschaft: 4. Platz

- Tinne Vilhelmson Silfvén
Dressur, Einzel: 18. Platz
Dressur, Mannschaft: 4. Platz

### Ringen
- Usama Aziz
Männer, Federgewicht, griechisch-römisch: Gruppenphase

- Fariborz Besarati
Männer, Halbfliegengewicht, Freistil: Gruppenphase

- Magnus Fredriksson
Männer, Mittelgewicht, griechisch-römisch: 4. Platz

- Tomas Johansson
Männer, Superschwergewicht, griechisch-römisch: Silber

- Marthin Kornbakk
Männer, Leichtgewicht, griechisch-römisch: Gruppenphase

- Torbjörn Kornbakk
Männer, Weltergewicht, griechisch-römisch: Bronze

- Mikael Ljungberg
Männer, Halbschwergewicht, griechisch-römisch: 4. Platz

- Jörgen Olsson
Männer, Schwergewicht, griechisch-römisch: Gruppenphase

### Rudern
- Maria Brandin
Frauen, Einer: 5. Platz

- Per Andersson & Mattias Lindgren
Männer, Doppelzweier: 17. Platz

- Per-Olof Claesson, Fredrik Hultén, Tommy Österlund & David Svensson
Männer, Doppelvierer: 15. Platz

### Schießen
- Britt-Marie Ellis
Frauen, Luftpistole: 12. Platz
Frauen, Sportpistole: 32. Platz

- Peter Gabrielsson
Männer, Kleinkaliber, Dreistellungskampf: 7. Platz
Männer, Kleinkaliber, liegend: 7. Platz

- Cris Kajd
Frauen, Luftpistole: 5. Platz
Frauen, Sportpistole: 21. Platz

- Thomas Knutsson
Trap: 39. Platz

- Benny Östlund
Männer, Luftpistole: 26. Platz
Männer, Freie Pistole: 15. Platz

- Ragnar Skanåker
Männer, Luftpistole: 26. Platz
Männer, Freie Pistole: Bronze

- Björn Thorwaldsson
Skeet: 51. Platz

### Schwimmen
- Jan Bidrman
Männer, 200 Meter Lagen: disqualifiziert im Vorlauf
Männer, 400 Meter Lagen: 15. Platz

- Rudi Dollmayer
Männer, 100 Meter Rücken: 37. Platz
Männer, 100 Meter Schmetterling: 47. Platz

- Lars Frölander
Männer, 4 × 200 Meter Freistil: Silber

- Anders Holmertz
Männer, 200 Meter Freistil: Silber 
Männer, 400 Meter Freistil: Bronze 
Männer, 4 × 100 Meter Freistil: 5. Platz
Männer, 4 × 200 Meter Freistil: Silber

- Håkan Karlsson
Männer, 100 Meter Freistil: 18. Platz
Männer, 4 × 100 Meter Freistil: 5. Platz

- Louise Karlsson
Frauen, 50 Meter Freistil: 23. Platz
Frauen, 4 × 100 Meter Freistil: 7. Platz
Frauen, 200 Meter Lagen: 18. Platz

- Fredrik Letzler
Männer, 4 × 100 Meter Freistil: 5. Platz

- Pär Lindström
Männer, 50 Meter Freistil: 11. Platz

- Therèse Lundin
Frauen, 100 Meter Schmetterling: 12. Platz

- Malin Nilsson
Frauen, 200 Meter Freistil: 12. Platz
Frauen, 400 Meter Freistil: 7. Platz
Frauen, 4 × 100 Meter Freistil: 7. Platz

- Eva Nyberg
Frauen, 100 Meter Freistil: 19. Platz
Frauen, 4 × 100 Meter Freistil: 7. Platz

- Linda Olofsson
Frauen, 50 Meter Freistil: 15. Platz
Frauen, 4 × 100 Meter Freistil: 7. Platz

- Malin Strömberg
Frauen, 100 Meter Schmetterling: 24. Platz

- Ellenor Svensson
Frauen, 100 Meter Freistil: 23. Platz
Frauen, 4 × 100 Meter Freistil: 7. Platz

- Göran Titus
Männer, 4 × 100 Meter Freistil: 5. Platz

- Christer Wallin
Männer, 400 Meter Freistil: 36. Platz
Männer, 4 × 200 Meter Freistil: Silber

- Tommy Werner
Männer, 100 Meter Freistil: 6. Platz
Männer, 200 Meter Freistil: 18. Platz
Männer, 4 × 100 Meter Freistil: 5. Platz
Männer, 4 × 200 Meter Freistil: Silber

### Segeln
- Helena Brodin
Frauen, Europe: 11. Platz

- Lisa Gullberg
Frauen, Windsurfen: 16. Platz

- Fredrik Lööf
Männer, Finn-Dinghy: 5. Platz

- Magnus Torell
Männer, Windsurfen: 13. Platz

- Urban Lagnéus & Johan Lindell
Männer, 470er: 10. Platz

- Bobby Lohse & Hans Wallén
Star: 5. Platz

- Göran Marström & Stefan Rahm
Tornado: 18. Platz

- Magnus Lundgren & Mats Nyberg
Flying Dutchman: 6. Platz

- Björn Alm, Johan Barne & Magnus Holmberg
Soling: 5. Platz

### Tennis
- Stefan Edberg
Männer, Einzel: 1. Runde
Männer, Doppel: 1. Runde

- Magnus Gustafsson
Männer, Einzel: 2. Runde

- Anders Järryd
Männer, Doppel: 1. Runde

- Magnus Larsson
Männer, Einzel: Achtelfinale

- Catarina Lindqvist-Ryan
Frauen, Einzel: 1. Runde
Frauen, Doppel: 1. Runde

- Maria Lindström
Frauen, Doppel: 1. Runde

### Tischtennis
- Mikael Appelgren
Männer, Einzel: Gruppenphase
Männer, Doppel: Gruppenphase

- Lotta Erlman
Frauen, Einzel: Gruppenphase
Frauen, Doppel: Gruppenphase

- Erik Lindh
Männer, Doppel: Gruppenphase

- Jörgen Persson
Männer, Einzel: Viertelfinale
Männer, Doppel: Gruppenphase

- Marie Svensson
Frauen, Doppel: Gruppenphase

- Jan-Ove Waldner
Männer, Einzel: Gold 
Männer, Doppel: Gruppenphase

### Turnen
- Johan Jonasson
Männer, Einzelmehrkampf: 52. Platz in der Qualifikation
Männer, Boden: 50. Platz in der Qualifikation
Männer, Pferdsprung: 53. Platz in der Qualifikation
Männer, Barren: 65. Platz in der Qualifikation
Männer, Reck: 62. Platz in der Qualifikation
Männer, Ringe: 53. Platz in der Qualifikation
Männer, Seitpferd: 46. Platz in der Qualifikation

### Wasserspringen
- Joakim Andersson
Männer, Kunstspringen: 9. Platz